# 道志郎
道 志郎（みち しろう、本名：平岡 通博（ひらおか みちひろ）1924年12月18日 - 2016年11月11日）は日本のオルガン奏者。

## 来歴
兵庫県西宮市生まれ。学習院高等科を卒業し、東京大学に入学。
大学卒業後に一時農林省（現・農林水産省）に在勤した。
電子オルガンを中心に、演奏、作編曲、指導面に活躍。 
特に日本楽器（現・ヤマハ）製電子オルガン、エレクトーンの開発にあたっては、その初期段階から深く関わり、製品完成後はその普及に牽引役として国内外に活動を行った。
NHK、各民放で多くの番組にレギュラー出演し、ステージ活動では、全国的に多くのコンサート、 また、サントリー大・小ホール等でリサイタルを数多く開催している。 
現在まで発売されたLP、カセット約160枚。著書、曲集約150冊。 
日本演奏連盟会員。

## 備考
父・通也は秋田鉱山専門学校 (官立の旧制専門学校、秋田大学国際資源学部の前身)の第4代校長として約15年在任。
三島由紀夫（本名：平岡公威）とは親族関係。
| スタブアイコン | サブスタブ | この項目は、まだ閲覧者の調べものの参照としては役立たない、人物に関連した書きかけの項目です。この項目を加筆・訂正などしてくださる協力者を求めています（P:人物伝/PJ:人物伝）。 |